# NGC 1536
NGC 1536 هو اصطدام مجري، يقع في كوكبة الشبكة. اكتشف في 4 ديسمبر 1834. وقد اكتشفه جون هيرشل.

## روابط خارجية
- NGC 1536 على موقع ويكي سكاي: DSS2, SDSS, GALEX, IRAS, Hydrogen α, X-Ray, Astrophoto, Sky Map, Articles and images